# Jorge Ilegal
Jorge María Martínez García, més conegut com a Jorge Ilegal (Avilés, Espanya, 1 de maig de 1955), és un guitarrista, cantant i compositor espanyol; famós per la seva labor en el grup de rock asturià Ilegales.

## Biografia
Al costat d'Ilegales va editar 10 discos d'estudi, 2 directes i 1 caixa recopilatòria de la seva obra amb diversos inèdits i rareses.
L'any 2009, sense dissoldre Ilegales, va engegar un projecte paral·lel, Jorge Ilegal y los Magníficos, amb el qual recupera el repertori de les orquestres de poble del segle xx. Al desembre d'aquest any va rebre un disc de diamant per les seves vendes i trajectòria musical, que li va ser atorgat pel Gran Wyoming.
A partir de 2011 se certifica la refundació definitiva d'Ilegales en Jorge Ilegal y los Magníficos, deixant de costat el rock per tocar altres estils com el bolero, el joropo o el Txa-txa-txa.
Ja en 2012 apareix el segon disc de Jorge Ilegal y los Magníficos, anomenat El guateque del Hombre Lobo, en el qual s'acosten al rock i al twist pre-1962.
En 2015 es llança Nos vimos en el psiquiátrico, un directe de Jorge Ilegal y Los Magníficos amb convidats (Jaime Urrutia, Johnny Cifuentes, Julián Hernández, Josele Santiago, Triángulo de Amor Bizarro, Sr. Chinarro, Vanexxa i Los Rebeldes), que només es va poder adquirir previ encomanda per internet, ja que només es van realitzar les còpies físiques que van ser encomanades.